# Сергин, Анатолий Павлович
Анатолий Павлович Сергин (род. 23 февраля 1952) — советский пловец в ластах.

## Карьера
3-кратный чемпион мира (1976) по подводному плаванию. 6-кратный чемпион Европы. Многократный призёр чемпионатов СССР, Европы и мира.
В 1986 году повторил свой успех уже в подводном ориентировании на мировом чемпионате в Ленинграде.

## Тренерская работа
Окончил Смоленский государственный институт физической культуры (1983).
Преподает физическую культуру в Высшей школе экономики.